# Metropolitan Stadium
O Metropolitan Stadium foi um estádio localizado em Bloomington, no estado de Minnesota, nos Estados Unidos, foi inaugurado em 1956 e foi a casa do time de beisebol Minnesota Twins da MLB entre 1961 e 1981, do time de futebol americano Minnesota Vikings da NFL entre 1961 e 1981 e do time de futebol Minnesota Kicks da NASL entre 1976 e 1981, foi demolido em 1985 sendo substituído pelo Hubert H. Humphrey Metrodome.